# Geografia do Laos
O Laos é uma nação sem saída para o mar , localizada no sudeste asiático.
Cobre 236 800 km², fazendo fronteira com Mianmar, Camboja, República Popular da China, Tailândia e Vietnã.
A migração e conflitos internacionais contribuíram à composição étnica atual do país e à distribuição geográfica de seus grupos étnicos.

## Topografia
Grande parte da fronteira oriental do Laos é demarcada pelo Rio Mekong, que efetua função de importante via de transporte. As Quedas Dong, no sul do país, bloqueiam o acesso ao mar, mas navios cargueiros navegam ao longo do rio durante todo o ano. Os barcos menores fornecem meios de transporte importantes em muitos dos tributários do Mekong.

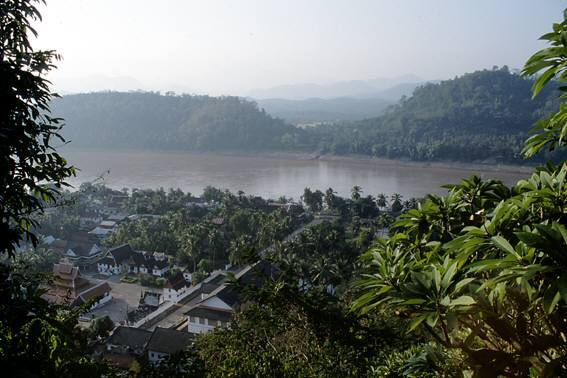
Vista do Mekong em Luang Prabang, no Laos.

O rio Mekong, assim, deixou de ser um obstáculo e se tornou um facilitador para comunicação, e as semelhanças entre o Laos e a sociedade tailandesa do nordeste — os mesmos povos, a mesma língua — refletem o contato próximo que existiu através do rio por séculos. Também muitos nativos do Laos que vivem no Vale do Mekong têm familiares e amigos na Tailândia.
Antes do século XX os reinos e os principados do Laos abrangeram áreas de ambos os lados do Mekong, e o controle tailandês no século XIX foi estendido até à margem esquerda do rio.
Embora o Mekong tenha sido estabelecido como fronteira por forças coloniais francesas, o percurso de um lado ao outro foi limitado significativamente desde o estabelecimento da República Democrática Popular do Laos (RPDL) em 1975.
A fronteira oriental (com o Vietname) tem cerca de 2130 km, ao longo da crista da cordilheira de Annamite, e serve como uma barreira física entre a influência chinesa, a cultura vietnamita e a Tailândia.
Estas montanhas são esparsamente ocupadas por uma minoria tribal que, tradicionalmente, não reconhece os limites com Vietnã mais do que com o Laos .
A planície foi confinada pela fronteira do rio Mekong, de 1754 km, com a Tailândia.
Assim, as populações da minoria étnica são encontradas tanto no lado do Laos quanto no lado vietnamita. Devido à sua isolação relativa, o contato entre estes grupos e os da planície foi confinado na maior parte às trocas comerciais.
Laos compartilha a sua pequena fronteira sul, de apenas 541 km, com o Camboja. Na zona há ruínas antigas do Império Khmer em Wat Pho, além de outros locais ao sul que atestam a longa história do contato entre o Laos e o Império Khmer. No norte, o país é limitado com a República Popular da China ao longo de 423 km de montanhas e compartilha 235 km de extensão do rio Mekong com Myanmar.
A topografia do Laos é na sua maior parte montanhosa, com altitudes acima de 500 m geralmente caracterizadas por terreno íngreme, vales estreitos, e pelo baixo potencial para agricultura. Esta paisagem montanhosa se estende através da maioria do norte do país, à exceção da planície de Vientiane e do planalto dos Jarros na província de Xiangkhoang.
A parte sul do país contém grandes áreas niveladas nas províncias de Savannakhét e de Champasak que são propícias ao cultivo do arroz e servem também para pecuária.
Muita da província de Khammouan e da zona oriental de todas as províncias do sul são zonas montanhosas. Junto com as planícies e os terraços aluviais do Mekong e dos seus afluentes cobrem somente cerca de 20% da área da região.
Aproximadamente 4% da área total do país é classificada como arável. A área de terra florestada diminuiu significativamente desde a década de 1970 em consequência do cultivo através das queimadas.

## Clima

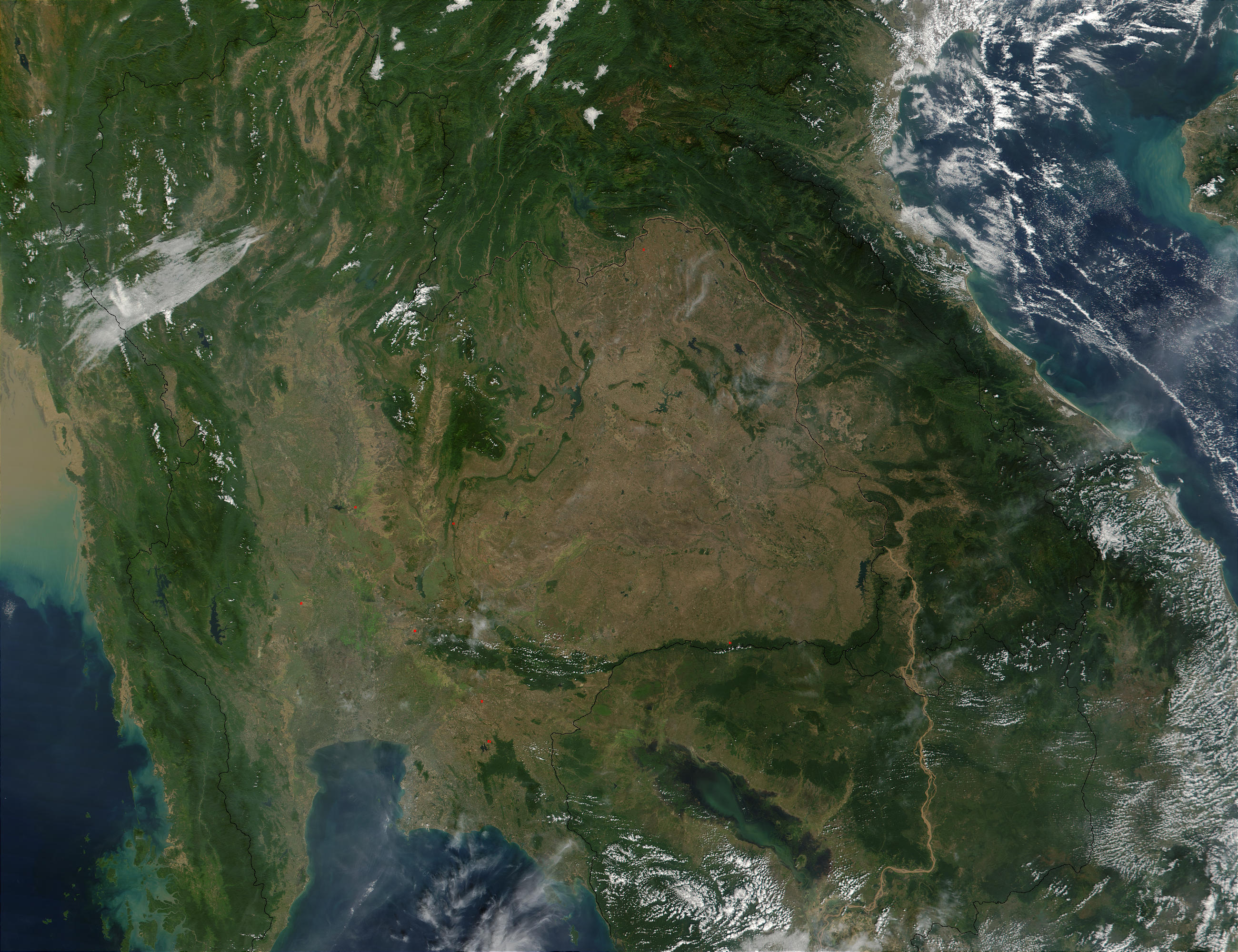
MODIS captou esta imagem do Sudeste Asiático. A imagem ilustra Mianmar, Tailândia, Laos, Camboja e Vietnã. Na Tailândia oriental, a coloração castanha que domina o centro da imagem e imita a beira do país com Laos e Camboja, fala do desmatamento maciço que ocorre nesta região. Um de interesses ambientais proeminentes do sudeste de Ásia, o deflorestamento jogou um maior protagonismo na inundação na região
foto:30 de novembro de 2001

Dados climáticos para Vientiane.

O Laos tem um clima típico de monção, com uma estação das chuvas pronunciada de maio a outubro, uma estação seca de novembro a fevereiro, e uma estação seca e quente de março a abril. Geralmente, as monções ocorrem ao mesmo tempo ao longo do país, embora possam variar significativamente de um ano para outro.
A precipitação igualmente varia de região para região, com as quantidades as mais elevadas - 3700 mm/ano - gravadas no planalto de Bolovens na província de Champasak. Registos da precipitação indicam que Savannakhét tem média de 1440 mm de chuva anualmente; Vientiane recebe aproximadamente 1700 mm e Louangphrabang (Luang Prabang) recebe aproximadamente 1360 mm.
No entanto, a precipitação não é sempre adequada para o cultivo de arroz, e a precipitação média relativamente elevada esconde os anos onde a precipitação pode ser somente metade ou menor do que o normal, causando declínio significativo nos rendimentos da safra do arroz. Tais secas são frequentemente regionais, deixando a produção em outras partes do país não afetadas.
A escala de temperaturas vai de em torno de 40°C ao longo do rio Mekong em março e em abril até aos mínimos de 5°C ou menos nas terras altas das províncias de Xiangkhoang e de Phôngsali em janeiro.

## Transportes
Por causa da topografia muito montanhosa o Laos possui poucas rotas de transporte seguras e permanentes. Essa inacessibilidade limitou historicamente a capacidade do governo em manter uma presença nas áreas distantes ou fora das capitais de província e limitou o intercâmbio e a comunicação entre vilas e grupos étnicos.
O rio Mekong e o rio Nam Ou são as únicas vias naturais apropriadas para o transporte do barcos grandes, e de dezembro a maio a baixa da água limita as tarefas de transporte em muitas rotas.
Os moradores das aldeias da planície do Laos, situadas nas margens de rios menores, viajam  tradicionalmente para a pesca, troca e usam os rios para distâncias limitadas. Se não, os percursos são feitos em carro de bois sobre terreno inclinado, ou a pé.
As montanhas e o facto de as estradas serem muito íngremes fizeram com que os grupos étnicos das áreas mais altas confiem inteiramente em cavalos para o transporte de mercadorias.

## Recursos naturais
O sistema de estradas não é extenso.  Entretanto, uma rede rudimentar iniciada sob o domínio colonial francês (e continuada na década de 1950) forneceu meios importantes para uma comunicação interna aumentada, com movimento de bens transacionáveis, e foco para estabelecimentos novos.
Em 1994, os percursos na maioria das áreas eram difíceis e caros, e a maioria dos laocianos viajava de forma muito limitada. Em consequência das melhorias no sistema de estradas durante o começo da década de 1990, espera-se que no futuro os laocianos possam mais facilmente procurar cuidados médicos, enviar crianças às escolas em centros de distrito e trabalhar fora das aldeias.
A expansão comercial com a exploração das florestas, hidroelétricas, a demanda estrangeira de animais selvagens, produtos de silvicultura e medicina tradicional, e uma população crescente, trouxeram nova atenção crescente às florestas do país.
Tradicionalmente, as florestas são fontes importantes de alimento, ervas medicinais e madeira para a construção de casas. Mesmo na década de 1990 o governo viu a floresta como uma reserva de produtos naturais para consumo de agregado familiar não comercial. Os esforços do governo para preservá-las da extração comercial conduziram a medidas de proibição do cultivo nessas áreas, em todo o país. Mas as limitações do governo, junto com tentativas de realojamento gradual, tiveram efeitos significativos em vilas das zonas altas.
Tradicionalmente as vilas confiam em produtos de silvicultura como reserva do alimento durante anos de colheita escassa de arroz e como fonte regular de frutas e verdura. Entretanto, na década de 1990, os que recorriam a este sistema estavam divididos em muitas áreas. Ao mesmo tempo, o interesse internacional sobre a degradação ambiental e a perda de muitas espécies dos animais selvagens originais do Laos igualmente alertaram o governo que passou a considerar as implicações destes desenvolvimentos.
As reservas naturais principais do Laos são de água, ouro, pedras preciosas e madeira.
Terra utilizável:
terra arável: 3%
pastos permanentes: 3%
florestas e áreas selvagens: 54%
outros: 40% (1993 est.)
Área irrigada 1250 km² (1993 est.)
nota: estação chuvosa - 2169 km²; estação seca - 750 km² (1998 est.)